# Hermès Garanger
 (février 2024).
Pour les articles homonymes, voir Garanger.
Hermès Garanger, née le 19 janvier 1973 à Dumfries (Écosse), est une lama bouddhiste et productrice de télévision française.

## Biographie
Hermès Garanger naît à Dumfries, où ses parents Didier Garanger (dit Didier de Plaige) et Chriss Gallot résident pendant deux ans, dans un monastère Kagyupa considéré comme le premier centre de pratique du bouddhisme tibétain établi en Occident.
A l'âge de 2 ans, elle reçoit la bénédiction du 16e karmapa, Rangjung Rigpe Dorje, lors de sa visite sur le domaine du château de Plaige en 1975. Le monastère fondé par ses parents en 1973 est aujourd'hui nommé Paldenshangpa. Son frère Tcheupel Garanger naît au centre bouddhiste le 2 novembre 1975.
Hermès Garanger est disciple de Kalou Rinpoché et avec l'accord de Bokar Rinpoché, elle entreprend à l'âge de 15 ans et demi la traditionnelle retraite de trois ans trois mois et trois jours à partir du 10 novembre 1988 à Kagyu Ling, dont elle sort avec la qualification de lama à l'âge de 19 ans. Elle est considérée comme la plus jeune femme lama occidentale.
Parlant le tibétain, langue qu'elle traduit en français, elle est l'une des premières Occidentales à être autorisée à rencontrer le 17e karmapa, Orgyen Trinley Dorje, après sa fuite du Tibet, le 2 mars 2000, et son arrivée au monastère de Gyuto à Sidhbari en Inde.
En janvier 2018, avec 30 000 heures de méditation à son actif, elle participe aux études du Centre de Recherches en Neurosciences de l'INSERM de Lyon dirigé par Antoine Lutz sur les effets de la méditation sur le cerveau humain,,.
Elle est productrice ou coordinatrice de divers programmes sur des chaînes de télévision, comme Les Molières, Roland Garros ou Catherine et Liliane et réalisatrice de téléfilms comme Hymne à la beauté.

## Publications
- Lama à 19 ans... Et après ?, préface de Véronique Jannot, éditions Claire Lumière, 2018  (ISBN 2354540442).